# Animal House
| 전문가 평가                      | 전문가 평가 |
| 평가 점수                        | 평가 점수   |
| 출처                             | 점수        |
| -------------------------------- | ----------- |
| AllMusic                         | [ 1 ]       |
| Collector's Guide to Heavy Metal | 7/10        |
| Rock Hard                        | 8.0/10      |

《Animal House》는 우도 디르크슈나이더가 억셉트에서 탈퇴한 후 독일의 헤비 메탈 밴드 U.D.O.의 첫 번째 스튜디오 음반이다. 1987년에 발매된 이 음반은 스웨덴에서 41위를 차지했다.

## 배경
음반의 일부 발매에서는 디터 루바흐와 앤디 수세밀 등 투어 밴드의 사진이 책자에 담겼다. 음반 커버에는 음반을 녹음한 라인업이 나와 있다. 1988년 초에는 Animal House Tour가 이어졌다. 이 기간 동안 그들은 건즈 앤 로지스, 리타 포드, 조디악 마인드워프와 함께 투어를 하기도 했다. 루바흐가 밴드를 떠난 후, 그들은 1989년 모든 유럽 투어에서 오지 오스본을 지원했다.

## 곡 목록
모든 곡들은 억셉트와 개비 호프만에 의해 작사/작곡하였다.
| #  | 제목                | 재생 시간 |
| -- | ------------------- | --------- |
| 1. | 〈Animal House〉    | 4:19      |
| 2. | 〈Go Back to Hell〉 | 4:31      |
| 3. | 〈They Want War〉   | 4:12      |
| 4. | 〈Black Widow〉     | 4:29      |
| 5. | 〈In the Darkness〉 | 4:03      |

| #   | 제목                 | 재생 시간 |
| --- | -------------------- | --------- |
| 6.  | 〈Lay Down the Law〉 | 3:47      |
| 7.  | 〈We Want It Loud〉  | 4:06      |
| 8.  | 〈Warrior〉          | 4:12      |
| 9.  | 〈Coming Home〉      | 3:39      |
| 10. | 〈Run for Cover〉    | 4:43      |